# Капрашіані
Капрашіані (груз. კაპრაშიანი) — село в Грузії.
За даними перепису населення 2014 року в селі проживає 34 особи.